# Hamad Al Doseri
Hamad Mohamed Ebrahim Khalaf Al Doseri (24 luglio 1989) è un calciatore bahreinita, portiere dell'Al-Riffa e della Nazionale di calcio del Bahrain.

## Carriera

### Club
Ha sempre giocato nel campionato di casa.

### Nazionale
Ha esordito in Nazionale nel 2012.